# 胡養正
胡養正（1536年—？），字繼功，號蒙泉，陝西漢中府南鄭縣人，民籍，明朝政治人物。賜進士出身。

## 生平
嘉靖三十七年（1558年）戊午科陝西鄉試第六名舉人。四十四年乙丑科會試第三百七十五名，未廷試，隆慶二年（1568年）中式戊辰科二甲第五十三名進士。户部观政，本年十二月授裕州知州，五年十月升南阳府同知，卒官。

## 家族
曾祖胡讓；祖父胡文輝；父胡明，母何氏。兄一清、一濂。